# Edward Pellew
Edward Pellew (ur. 19 kwietnia 1757 w Dover, zm. 23 stycznia 1833 w Teignmouth) – brytyjski wojskowy, oficer Royal Navy, weteran wojny o niepodległość Stanów Zjednoczonych i wojen napoleońskich, starszy brat Israela Pellewa. Syn kapitana pocztowca Samuela Pellewa, już w wieku 13 lat trafił do Royal Navy. Brał udział w wyprawie generała Burgoyne’a do Ameryki, gdzie zasłużył się na jeziorze Champlain. Piął się po szczeblach kariery, już w 1780 otrzymał szlify kapitańskie. Podczas wojen z Francją zdobył wiele okrętów przeciwnika i wsławił się co najmniej dwoma potyczkami (HMS Nymphe kontra Cléopâtre, HMS Indefatigable kontra Droits de l’Homme) oraz uratowaniem marynarzy z tonącego statku handlowego „Dutton”. Jednak najwięcej rozgłosu przyniosło mu bombardowanie Algieru i wyzwolenie niewolników z rąk muzułmanów. Dosłużył się stopnia admirała, tytułu wicehrabiego oraz licznych orderów.

## Życiorys

### Dzieciństwo i wczesna młodość
Edward Pellew urodził się 19 kwietnia 1757 roku w Dover  jako drugi z czterech synów kapitana pocztowca Samuela Pellewa (1712–1764) . Jego matka pochodziła z rodziny jakobickiej – jej ojciec podczas powstania w 1715 roku popierał pretendenta Jakuba Stuarta; Samuel z kolei był zagorzałym zwolennikiem przeciwnej pretendentowi dynastii hanowerskiej – co niedzielę zmuszał swoje dzieci, by na kolanach piły zdrowie króla. Pellewowie od pokoleń zamieszkiwali Kornwalię, lecz swoje korzenie wywodzili od francuskich Normanów .
W 1765 roku zmarł Samuel. Trzy lata później wdowa ponownie wyszła za mąż, a rodzina przeniosła się do Penzance; skromnie uposażony Edward trafił do szkoły w Truro. Prędko wyrobił sobie renomę zaradnego i odważnego chłopca – mając niecałe 12 lat wdarł się do płonącego budynku, z którego wydobył składowane tam beczki z prochem strzelniczym. Przyszły admirał miał wojowniczy charakter: wdawał się w niezliczone bójki i mecze bokserskie. Kiedy po jednym z takich wydarzeń miano ukarać go chłostą, Edward zagroził iż wstąpi do marynarki – w obliczu takiego postanowienia oraz przejawianego zamiłowania do morza jego opiekun postanowił zapisać go do służby. Pod koniec 1770 roku dostał się do Royal Navy  na okręt „Juno” pod komendę kapitana Johna Slotta.

### Początki kariery
Podczas pierwszego rejsu trafił w okolice Falklandów, a następnie w 1772 roku na Morze Śródziemne, jednak tu znów znać dał jego wojowniczy charakter. Pokłóciwszy się z kapitanem został spisany z okrętu i wysadzony na ląd w Marsylii. Na szczęście w porcie trafił na dawnego przyjaciela swojego ojca, będącego kapitanem okrętu handlowego – na jego jednostce trafił najpierw do Lizbony, a później do domu.

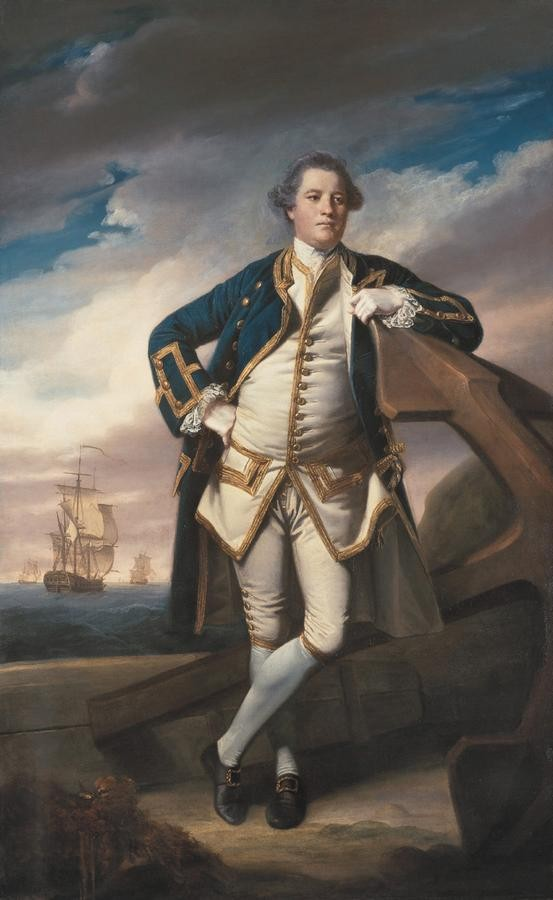
Kapitan Philemon Pownoll

Dalszą służbę Pellew odbywał pod komendą kapitana Philemona Pownolla (którego darzył wielkim szacunkiem) na fregacie HMS „Blonde”, która wiosną 1776 roku popłynęła do Ameryki wioząc generała Johna Burgoyne’a. W październiku tego samego roku Pellew oraz midszypmen Brown zostali odłączeni od załogi i oddani pod dowództwo porucznika Dacresa, by służyć na jednostce nawigacyjnej „Carleton” działającej na jeziorze Champlain. Wcześniej Pellew uczestniczył w budowie flotylli mającej działać w tej okolicy – pod okiem porucznika (a przyszłego admirała) Johna Schanka szkolił się w budowie i właściwościach hydro- i aerodynamicznych jednostek pływających. 11 października, w trakcie bitwy koło wyspy Valcour Dacres i Brown zostali poważnie ranni, przez co komenda nad jednostką przypadła Pellewowi . Midszypmen zachował zimną krew i zdołał wyprowadzić statek z niebezpieczeństwa . W nagrodę za osobiste męstwo otrzymał listy pochwalne od przełożonych i został mianowany dowódcą „Carletona” .
W grudniu Pellew otrzymał list od admirała Richarda Howe’a, obiecującego mu stopień porucznika, jeśliby tylko pojawił się w jego jurysdykcji w Nowym Jorku. Zaledwie miesiąc później, również listownie, awans po powrocie do Anglii obiecywał mu lord admiralicji John Montagu. Latem 1777 roku Pellew wraz z małą grupą żeglarzy został dołączony do armii Burgoyne’a, która później wzięła udział w bitwie pod Saratogą ; tamże zginął jego młodszy brat John, a on został wzięty do niewoli wraz z całym kontyngentem „czerwonych kurtek”.
Wróciwszy do Anglii 9 stycznia 1778 roku został awansowany na porucznika jednostki strażniczej „Princess Amelia” stacjonującej w Portsmouth. Pellew pragnął dostać się na statek płynący w morze, jednakże Montagu nie wyraził zgody powołując się na warunki zwolnienia z Saratogi, wedle których byli więźniowie mieli nie brać udziału w czynnej służbie. Pod koniec roku trafił na „Licorne’a”, który wiosną 1779 roku wypłynął ku Nowej Fundlandii. W grudniu, po powrocie do Anglii, Pellew został przeniesiony na „Apollona”, gdzie jako pierwszy porucznik służył pod dowództwem Pownolla. 15 czerwca 1780 roku w pobliżu Ostendy „Apollo” starł się z francuskim okrętem kaperskim „Stanislaus”. Kiedy Pownoll padł zabity kulą z muszkietu, Pellew przejął dowództwo i ostrzeliwując wrogą jednostkę pozbawił ją masztu, zmuszając do wejścia na mieliznę przy neutralnym brzegu.
18 czerwca Montagu pisał: „Nie będę zwlekać z poinformowaniem, iż mam zamiar awansować Cię w nagrodę za dzielną i oficerską postawę”. 1 lipca Pellew został awansowany na kapitana z jednoczesnym objęciem komendy na slupie „Hazard”, który przez następne 6 miesięcy działał u wybrzeży Szkocji. W marcu 1782 roku Pellew został dowódcą „Pelicana”, małego okrętu zdobytego na Francuzach .

Służący mógł czesać mi włosy będąc na pokładzie, kiedy ja siedziałem w kajucie.

28 kwietnia u wybrzeży Bretanii Pellew zaatakował i wpędził na mieliznę trzy okręty kaperskie . W nagrodę 25 maja awansowano go na komandora , a dziesięć dni później otrzymał dowództwo nad „Artois”, na pokładzie którego 1 lipca zdobył dużą fregatę kaperską.
W latach 1786–1789 dowodził fregatą „Winchelsea” stacjonującą u wybrzeży Nowej Fundlandii; co zimy powracał do domu przez Kadyks i Lizbonę. Później dowodził „Salisburym”, okrętem flagowym wiceadmirała Marka Milbanke’a. Urlopowany z połową żołdu w 1791 roku zajął się uprawą roli, jednak nie odniósł sukcesów na tym polu. Otrzymał propozycję służby w carskiej marynarce wojennej, lecz nie skorzystał z niej.

### I i II koalicja antyfrancuska
Kiedy wybuchła wojna z Francją powrócił do służby i uzyskał komendę nad 36-działową fregatą „Nymphe” , stacjonującą w Spithead. Bardzo prędko wyposażył ją do wyjścia w morze, jednak borykał się z problemami załogowymi – rozwiązaniem było zaokrętowanie około 80 kornwalijskich górników . Prócz nich w załodze, nie licząc oficerów, znalazł się jeszcze tuzin cywilów i z takim stanem wypłynął na wody La Manche. Braki w ludziach uzupełniał wcielając siłą żeglarzy ze statków kupieckich.
18 czerwca „Nymphe” wypłynął z Falmouth idąc na spotkanie dwóm francuskim fregatom w La Manche. O świcie 19 czerwca doszło do walki z 36-działową fregatą „Cléopâtre” , dowodzoną przez kapitana Jeana Mullona. Po krótkiej wymianie ognia bezanmaszt oraz koło sterowe francuskiego okrętu zostały zniszczone czyniąc go niesterownym. Anglicy dokonali abordażu i prędko pokonali Francuzów. Śmiertelnie ranny Mullon zmarł próbując zjeść swój patent oficerski, myląc go w agonii z sekretnymi kodami sygnałowymi. Pellew przesłał te ostatnie admiralicji. „Cléopâtre” jako pryz została przetransportowana do Portsmouth, zaś Pellew 29 czerwca został przedstawiony królowi przez Johna Pitta i nobilitowany  .
W styczniu 1794 roku Pellew został dowódcą „Arethusy” , potężnej fregaty uzbrojonej w działa 18-funtowe oraz 32-funtowe karonady na nadbudówce i forkasztelu, która w kwietniu została dołączona do eskadry komodora Johna Borlase’a Warrena płynącej w okolice Ouessant. W Dniu św. Jerzego (23 kwietnia) grupa wygrała starcie z francuską eskadrą, którą Warren miał powstrzymać od dalszych akcji. Anglicy zdobyli trzy z czterech okrętów; „Pomone” – najcięższa i największa fregata pływająca wówczas po morzach – poddała się „Arethusie” . 23 sierpnia eskadrze udało się zniszczyć kolejną grupę francuskich okrętów. Zachęcona takim obrotem spraw admiralicja sformowała drugą eskadrę pod dowództwem Pellewa. W ciągu kilku dni udało się jej zdobyć fregatę „Révolutionnaire”. Zimą okręty patrolowały okolice Brestu. Pod koniec stycznia 1795 roku Pellew został przeniesiony na HMS „Indefatigable” , stary 64-działowy okręt liniowy, przebudowany na fregatę, przez odcięcie górnych pokładów działowych. Na jego pokładzie Pellew, sam lub w towarzystwie Warrena, patrolował okolice Ouessant.
W styczniu 1796 roku „Indefatigable” przechodził remont w Plymouth. 26 stycznia statek transportowy „Dutton”, wiozący 600 żołnierzy i pasażerów płynących do Indii Zachodnich został zepchnięty przez gwałtowny sztorm do cieśniny w pobliżu Plymouth, gdzie pozbawiony masztów uderzył w skały pod cytadelą. Targany gwałtownymi wiatrami rozpadał się na części. Kapitan i oficerowie znajdowali się w tym czasie na lądzie, zaś na pokładzie pozostali tylko młodzi, niedoświadczeni żeglarze. Znajdujący się w porcie Pellew pobiegł na plażę i dostał się na uwięziony w skałach okręt , po czym przejął kontrolę nad sytuacją . Z pomocą przysłanych z „Indefatigable” oraz innych okrętów szalup cumami ściągnął załogę tonącego statku na brzeg. Jego postawa została nagrodzona – merostwo Plymouth przekazało mu klucze do miasta, zaś kupcy z Liverpoolu podarowali kosztowną zastawę stołową. 5 marca otrzymał tytuł baroneta .

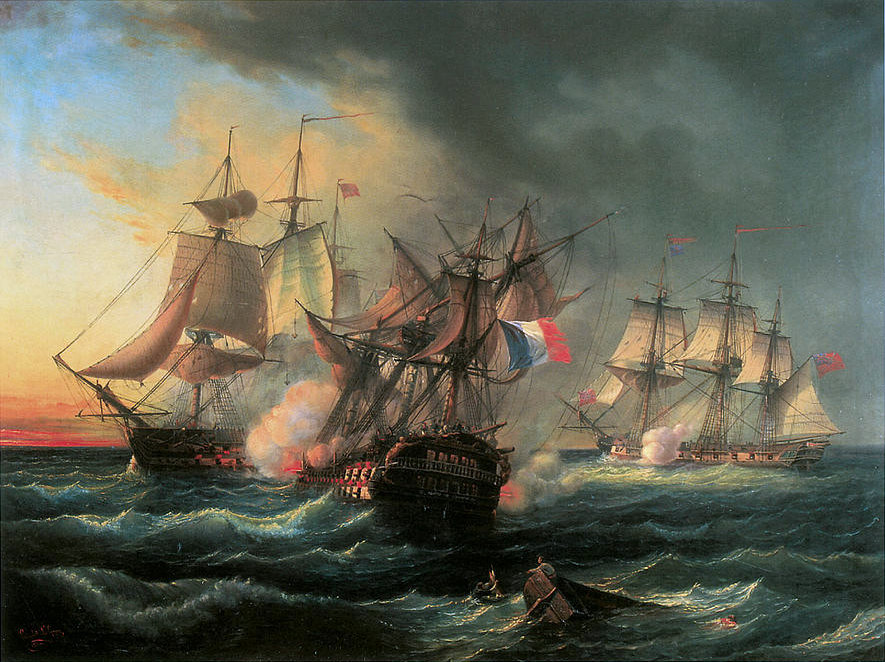
„Indefatigable” oraz „Amazon” w walce z „Droits de l’Homme”

Przez kolejne miesiące Pellew dowodził eskadrą fregat u wybrzeży Francji zdobywając kilka ważnych pryzów – wśród nich fregaty: 38-działową „Unité” oraz 40-działową „Virginie”. Kiedy 16 grudnia francuska flota wyszła w morze Pellew wysłał na pokładzie „Révolutionnaire’a” wiadomość do Johna Colpoysa, którego okręt stacjonował dalej na zachód, a sam pożeglował do Falmouth by osobiście zawiadomić admiralicję. 22 grudnia ponownie wyszedł w morze w towarzystwie „Amazona”.
Późnym popołudniem 13 stycznia 1797 roku oba okręty wracały z trudnego, sztormowego patrolu w Zatoce Biskajskiej, kiedy natrafiły na francuski 74-działowy okręt liniowy „Droits de l’Homme” , należący do floty, która wyszła w morze 16 grudnia i rozproszyła się u wybrzeży Irlandii. Sztormowy, południowo-zachodni wiatr przechylał płynący na grotmarslu i foku francuski okręt tak bardzo, iż załoga nie mogła otworzyć ambrazur na dolnym pokładzie. Przez ponad godzinę „Indefatigable” – najpierw samotnie, później z pomocą „Amazona” – ostrzeliwał Francuza. Około północy „Droits de l’Homme” stracił bezanmaszt. Walka trwała do wczesnych godzin porannych, a sztormowy wiatr spychał okręty coraz bliżej lądu w pobliżu Audierne . Dzięki wprawie i doświadczeniu załogi „Indefatigable” zdołał wyjść z zatoki . Dotknięty większymi zniszczeniami „Amazon” rozbił się o brzeg, lecz niewielu ludzi zginęło. „Droits de l’Homme” nie miał tyle szczęścia – sztorm i skały zniszczyły okręt oraz spuszczane naprędce szalupy; wielu zostało zmiażdżonych, utonęło bądź zmarło z głodu i wychłodzenia. Wedle francuskich rejestrów okręt miał na pokładzie 1280 ludzi, w tym 580 żołnierzy i 50 więźniów. Uratować się zdołało 960, 103 zginęło podczas walki, a 217 wskutek katastrofy.
W latach 1797–1798 Pellew, nadal na „Indefatigable”, dowodził eskadrą fregat. W marcu 1799 roku został przeniesiony na „Impétueux”, zdobyczny 74-działowy okręt liniowy . 30 maja, kiedy jednostka przebywała w zatoce Bantry, doszło do buntu załogi, jednakże Pellewowi udało się go zdławić z pomocą oficerów. „Impétueux” pod komendą kontradmirała Charlesa Cottona ruszył na Morze Śródziemne. Przywódcy buntu zostali osądzeni, skazani i powieszeni w Port Mahan. „Impétueux” powrócił na La Manche pod dowództwem admirała George’a Elphinstone’a, a następnie dowodzili nim adm. Alexander Hood oraz adm. John Jervis.

[Pellew] był doskonałym i wartościowym oficerem, jednak najważniejszą usługą jaką oddał swemu krajowi było uratowanie brytyjskiej floty w Bantry Bay. Wiemy, że buntownicy mieli zamiar spalić statki i dołączyć do rebeliantów na brzegu.

W czerwcu 1800 roku Pellew został wysłany z silną eskadrą na zatokę Quiberon, skąd zamierzano desantować 5 tysięcy żołnierzy, mających współpracować z francuskimi rojalistami. Plan spalił na panewce, jako że rojaliści nie byli w stanie zebrać odpowiednich sił i poza zniszczeniem niewielkiej baterii artyleryjskiej i spaleniem statków w zatoce nie dokonali niczego. Pellew pod dowództwem komodora Warrena trafił pod Ferrol i pozostawał na służbie do czasu podpisania pokoju w Amiens.

### Indie Wschodnie
W lipcu 1802 roku Pellew został wybrany do parlamentu jako poseł  okręgu Barnstaple (jego kadencja trwała do 1804 roku), jednakże kiedy wznowienie działań wojennych wydało się pewne wrócił do aktywnej służby. W marcu 1803 roku otrzymał komendę nad 80-działowym okrętem liniowym HMS „Tonnant”, z którym dołączył do stacjonującej w pobliżu Brestu floty Charlesa Cornwallisa. Na początku lata został odłączony od głównych sił i jako komodor silnej eskadry został oddelegowany do blokowania portu Ferrol, gdzie znajdowało się 6 lub 7 francuskich okrętów liniowych. Siły Pellewa były niewystarczające do wykonania takiego zadania – prócz tego istniało ryzyko, iż wzmocniona okrętami uchodzącymi z Brestu eskadra z Ferrol pokona Brytyjczyków. Mimo to blokada trwała przez całą zimę.
W marcu 1804 roku Pellew został odwołany do Anglii, aby poprzeć stanowisko admiralicji przeciwne wniesionemu przez premiera Pitta wnioskowi o śledztwo w sprawie polityki lorda admiralicji Johna Jervisa. Pellew poparł Pitta , ale jednocześnie bardzo dobitnie wyraził swoje poparcie dla Jervisa. Sprzeciwił się także idei odpierania ataków kanonierek przeciwnika własnymi kanonierkami – zdaniem jego oraz Jervisa jedynym słusznym sposobem obrony było użycie floty.

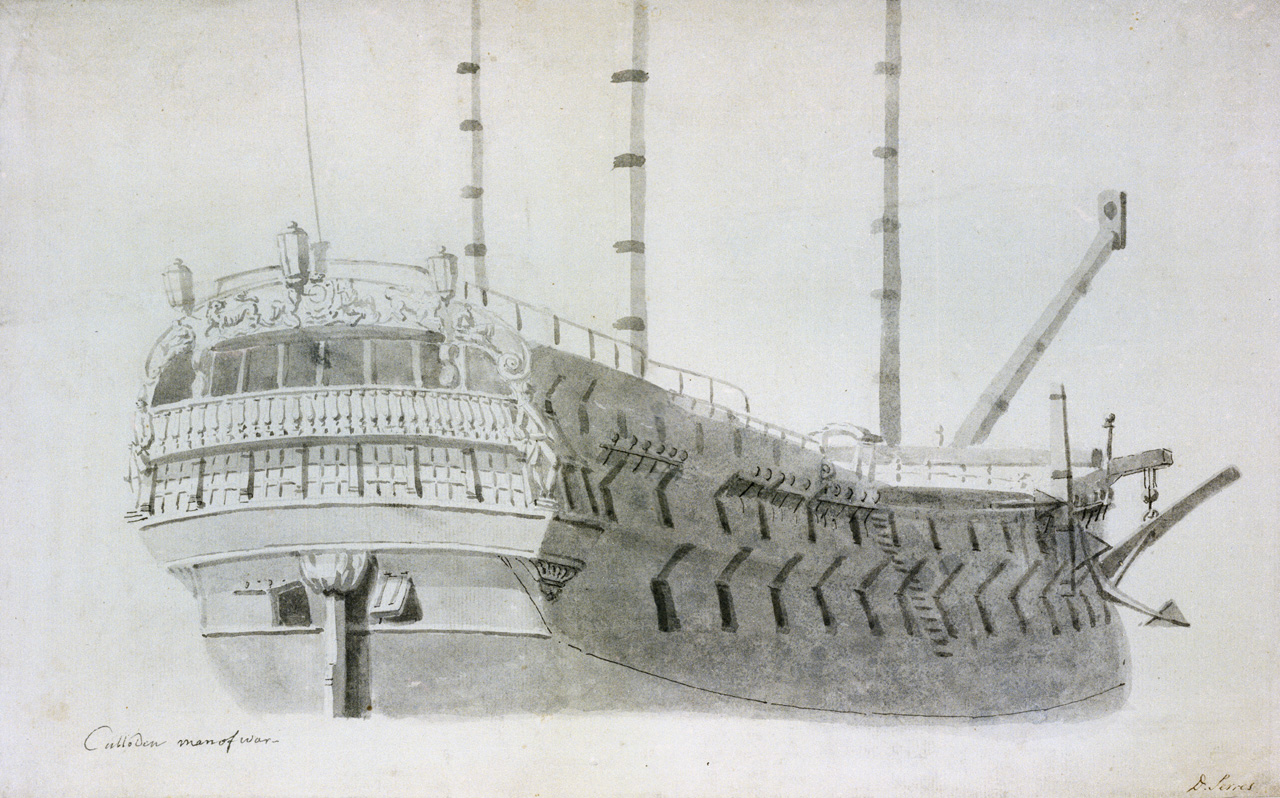
HMS „Culloden”

23 kwietnia 1804 roku Pellew został awansowany na kontradmirała i jednocześnie mianowano go naczelnym wodzem sił morskich w Indiach Wschodnich . Swoim okrętem flagowym uczynił „Cullodena”, podejrzewał jednak, iż jego kariera na wschodzie zostanie prędko przerwana z powodu poparcia jakim obdarzył Pitta. Nowe władze admiralicji nie podjęły aż tak radykalnych działań, wszakże piecza nad wschodnimi, ważniejszymi stacjami Indii Wschodnich przypadła kontradmirałowi Thomasowi Troubridge’owi; Pellew sprawował władzę nad zachodnią częścią stacji, miał jednak prawo do zwołania dwóch eskadr w razie pojawienia się sił francuskich. Pellew uważał taki podział zadań, w czasie gdy atak przeciwnika mógł nadejść w każdej chwili za nierozsądny. Zaproponował Troubridge’owi różnorodne modyfikacje, a jednocześnie równy podział poborów. Ten ostatni uważał rozkaz admiralicji za ostateczny i odrzucił wszelkie propozycje. Pellew napisał do zwierzchników protest, co poskutkowało odwołaniem Troubridge’a i przeniesieniem go na Przylądek Dobrej Nadziei.
Na Oceanie Indyjskim Francuzi używali głównie kilku potężnych fregat oraz floty kaperskiej, operujących z Mauritiusu. Przynosiło to skutki, jako że angielscy kupcy wypływający z Kalkuty żeglowali zwykle bez eskorty. Pellew wprowadził kilka usprawnień dzięki czemu ryzyko wpadnięcia w ręce wroga spadło do minimum . Również przeciwni Wielkiej Brytanii Holendrzy dysponowali silną flotą okrętów wojennych, jednak siły te zostały zniszczone podczas przeprowadzonej przeciw nim kampanii, zakończonej atakiem na Griessie 11 grudnia 1807, podczas którego Brytyjczycy spalili większość jednostek wroga.
Prócz posunięć militarnych Pellew starał się dbać o zdrowie i morale swoich ludzi. Choć zaprowadzał żelazną dyscyplinę, był przekonany, iż częste kary cielesne dowodziły indolencji dowództwa. Jego działania przyniosły stopniowe złagodzenie systemu kar w całej Royal Navy.
28 kwietnia 1808 roku Pellew został awansowany na wiceadmirała. W 1809 roku powrócił do Anglii na „Cullodenie”. Odrzuciwszy propozycję zostania zastępcą głównodowodzącego Floty Śródziemnomorskiej wiceadm. Cuthberta Collingwooda wiosną 1810 roku został głównodowodzącym Floty Północnomorskiej z rozkazem zablokowania sił przeciwnika w Skaldzie. Wiosną 1811 roku zastąpił Charlesa Cottona jako głównodowodzącego na Morzu Śródziemnym , a swoim okrętem flagowym uczynił 120-działowy okręt liniowy HMS „Caledonia” i działał z jego pokładu przez resztę wojny w pobliżu Tulonu. 14 maja 1814 roku nadano mu tytuł barona Exmouth of Canonteign , posiadłości w Devonshire którą nabył; 4 czerwca roku został admirałem. 2 stycznia 1815 roku został Komandorem Orderu Łaźni, a w ciągu kilku miesięcy Kawalerem Wielkiego Krzyża Orderu Łaźni .
U końca wojny – w czasie gdy Napoleon Bonaparte przebywał na Elbie – Pellew wrócił do Anglii. W okresie 100 dni Napoleona powrócił do służby – jego eskadra stacjonowała w ujściu Boyne’y, a na zimowe leża udała się do Livorno. Na początku 1816 dostał rozkaz udania się do Berberii by negocjować uwolnienie pojmanych brytyjskich poddanych. Misja przyniosła skutki – Algier, Tunis i Trypolitania przystały na powyższe warunki. Dej Algieru odmówił jednak dalszej prośbie wprowadzenia zakazu chrześcijańskiego niewolnictwa w swoim kraju. Ostatecznie zgodził się wysłać do Anglii specjalne poselstwo. Nim Pellew dopłynął do macierzystego portu, doszło do zaostrzenia konfliktu i rząd brytyjski postanowił ukarać Algierczyków.

### Bombardowanie Algieru

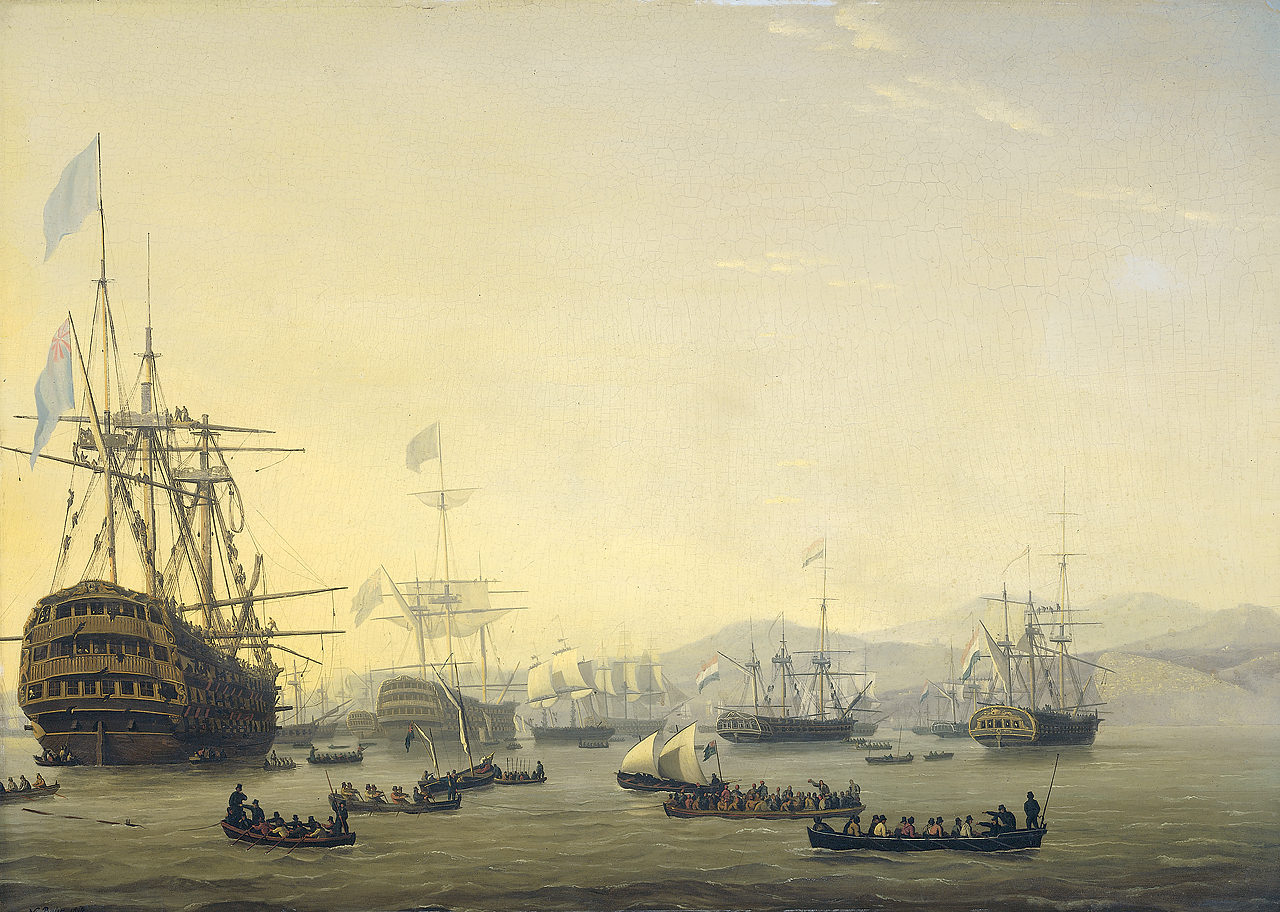
„Narada wojenna Lorda Exmouth na pokładzie «Queen Charlotte» przed bombardowaniem Algieru, 26 sierpnia 1816 roku”, autorstwa Nicolaasa Baura.

Otrzymawszy rozkazy od admiralicji Pellew rozpoczął przygotowania. Wysłał do Algieru lekki okręt pod dowództwem kapitana Charlesa Warde’a, aby zbadał przystań, fort i fortyfikacje. 28 lipca 1816 roku wyruszył na czele floty składającej się z dwóch trójpokładowych okrętów liniowych – „Queen Charlotte” oraz „Impregnable” – trzech okrętów 74-działowych, czterech fregat oraz dziewięciu brygów. W pobliżu Gibraltaru natknął się na holenderską eskadrę fregat, której dowódca poprosił o możliwość dołączenia do przedsiębranej akcji. Pellew zgodził się i 27 sierpnia rankiem wzmocniona flota dotarła do zatoki algierskiej. Wysłano notę domagając się zakazania handlu chrześcijańskimi niewolnikami i natychmiastowego ich wypuszczenia. Kiedy do 2 po południu nie powróciła żadna odpowiedź, Pellew z „Queen Charlotte” nadał sygnał do ataku. Już pół godziny później okręty znajdowały się w dogodnych pozycjach i rozpoczęły ostrzał portu oraz miasta . Baterie nabrzeżne zostały doszczętnie zniszczone w ciągu następnych 8 godzin, podobnie jak i większa część miasta  . Następnego ranka Pellew otrzymał wiadomość, w której dej godził się na wszystkie żądania , co oficjalnie potwierdził 29 sierpnia. Wypuszczonych zostało około 3 tysięcy niewolników , w większości Włochów i Hiszpanów .
W Europie zwycięstwo brytyjskiej floty uznano za triumf chrześcijaństwa, czego dowodem były liczne wyrazy wdzięczności przesłane dowódcy . Brytyjski monarcha mianował Pellewa wicehrabią . Londyn podarował mu klucze do miasta oraz miecz bogato zdobiony diamentami. Od Królestwa Hiszpanii otrzymał tytuł Kawalera Krzyża Wielkiego Orderu Karola III; od Królestwa Neapolu Krzyż Wielki Orderu Świętego Ferdynanda; od Królestwa Zjednoczonych Niderlandów Krzyż Wielki Orderu Wojskowego Wilhelma; od Królestwa Sardynii Krzyż Wielki Orderu Świętych Maurycego i Łazarza, a także Order Annuncjaty. Papież Pius VII przesłał mu drogocenną kameę, zaś jego oficerowie wart 1400 gwinei zdobny talerz.

### Koniec służby
Służbę czynną w Royal Navy Pellew zakończył w 1821 roku, po czteroletnim okresie zasiadania na stanowisku głównodowodzącego floty w Plymouth. Resztę lat spędził w Teignmouth od czasu do czasu odwiedzając Izbę Lordów. 15 lutego 1832 roku został mianowany wiceadmirałem Zjednoczonego Królestwa. „Będę piastował to stanowisko przez rok”, pisał do brata. Zmarł przed upłynięciem przyrzeczonego terminu 23 stycznia 1833 roku .

## Rodzina

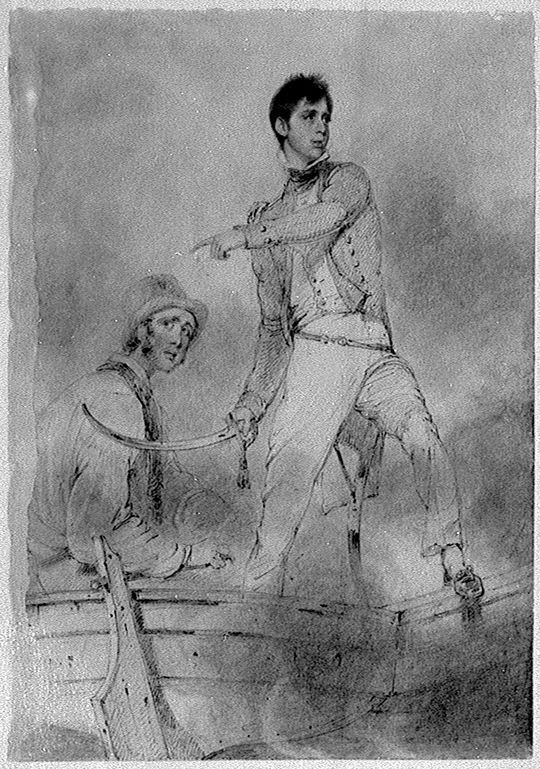
Fleetwood Pellew dowodzący „Terpsichorem”

Pellew ożenił się raz w 1783 roku z Susan Frowde z Wiltshire, z którą miał sześcioro dzieci :
- Emmę Mary, która wyszła za mąż za oficera Royal Navy Lawrence’a Halsteda,
- Pownolla Bastarda (1786–1833), spadkobiercę tytułu wicehrabiego Exmouth[34][1]
- Julię,
- Fleetwooda (1789–1861), admirała[34][1]
- George’a (1793–1866), pisarza i teologa[34], który poślubił córkę premiera Henry’ego Addingtona, wicehrabiego Sidmouth[1]
- Edwarda Williama (zm. 1869), honorowego kanonika Norwich[34][1]

## Osobowość
Pellew był podziwiany przez współczesnych za mężność, odwagę i niespożytą energię . Jako młody marynarz często stawał na rękach na rejach, a nawet będąc kapitanem potrafił prześcignąć swoją załogę we wspinaczce po takielunku . Kiedy w 1775 roku na pokład fregaty „Blonde” wchodził John Burgoyne, reje zostały obsadzone przez załogę, by oddać mu cześć. Idąc po trapie Burgoyne spostrzegł, iż na jednej z rei znajduje się człowiek stojący na głowie – powiadomiwszy kapitana Pownolla został poinformowany, że midszypmen Pellew w ten właśnie sposób oddaje honory ważnym osobistościom.
Jako młody podoficer chętnie popisywał się siłą i brawurą. Zdarzało mu się przewrócić małą żaglową szalupę do góry dnem, stając na maszcie, bądź wskoczyć do wody na pełnym morzu, by pochwycić kapelusz. W trakcie budowy flotylli do operacji na jeziorze Champlain w 1775 roku Pellew zasłużył sobie od przyszłego admirała Schanka na miano „wiewiórki”, jako że potrafił wspinać się i skakać z masztów niczym to właśnie zwierzę.

Kiedykolwiek pojawiała się konieczność wytężonej pracy na wysokościach, by zadbać o maszt czy żagiel, kapitan aż się do niej rwał – traktował takie zadanie jako rozrywkę i nie było w załodze nikogo, kto mógłby mu dorównać. Nie robił sobie nic z najgorszych nawet sztormów. Pamiętam, jak kiedyś refowaliśmy grotmarsel, a kapitan wydawał rozkazy z nadbudówki. Kiedy dostaliśmy się na marsreję nawet najodważniejsi z nas bali się zacząć pracę – płótno trzepotało gwałtownie na wietrze grożąc zrzuceniem każdego, kto zacząłby je refować. Nagle usłyszeliśmy głos z samego końca rei rozkazujący nam ratowanie żagla, który niezrefowany zostałby rozerwany na strzępy przez wiatr. Ktoś rzekł: „Ależ to kapitan! Jak do... on się tu dostał?”. Kapitan podążył za nami i wspiąwszy się po plecach marynarzy wszedł na top masztu, ponad reję.

Historia odnotowuje, że Pellew przynajmniej czterokrotnie wyskoczył za burtę by ratować tonącego .
Niespożytej energii Pellew często dawał upust poprzez psikusy, które czasem przynosiły zaskakujące efekty. Podczas oficjalnego święta państwowego, jakim były urodziny króla, Pellew ubrał się w mundur galowy, aby zejść na ląd i wziąć udział w obiedzie. Było gorąco i w związku z tym załodze pozwolono wykąpać się w pobliżu statku. Kapitan oczekiwał na mostku na przygotowaną dla niego szalupę, kiedy w pobliżu znalazł się chłopiec okrętowy, który rzekł do swojego kamrata w wodzie: „I ja niebawem się wykąpię”. „Im szybciej tym lepiej”, odpowiedział Pellew i wypchnął go za burtę. Kiedy chłopiec wypłynął na powierzchnię, stało się jasne że nie umie pływać – kapitan-psotnik w paradnym mundurze rzucił się mu na ratunek. „Jeśli kapitan kiedykolwiek się bał, to właśnie wtedy”, pisał później oficer, który obserwował tę scenę.
Wśród mieszkańców Plymouth zaskarbił sobie dozgonną pamięć poprzez bohaterską akcję ratowania tonącego „Duttona” . Prócz tych pozytywnych cech Pellew zapisał się jako postać pełna kontrastów – kochający, lecz niewierny mąż; oddany, lecz nadmiernie pobłażliwy ojciec; hojny do przesady, lecz ciułający pieniądze; lojalny marynarce, lecz często zuchwały do nieposłuszeństwa; człowiek, który wdrapał się na szczyt drabiny kariery własnymi siłami (choć zdarzało mu się zabiegać o protekcję) , a jednocześnie uciekający się do nepotyzmu wobec swoich krewnych  . Wszakże prócz synów, ułatwiał kariery w marynarce wielu niespokrewnionym protegowanym  – samemu pochodząc z niezamożnej rodziny miał wiele zrozumienia i ciepła dla oficerów o podobnej proweniencji .

Pellew nie pozwoliłby nigdy na krzywdzenie słabszych..., ale pamiętam, że raz dostałem od niego manto.

## Chronologia awansów
- 1770 – midszypmen
- 9 stycznia 1778 – porucznik marynarki
- 1 lipca 1780 – kapitan marynarki
- 25 maja 1782 – komandor
- 23 kwietnia 1804 – kontradmirał
- 28 kwietnia 1808 – wiceadmirał
- 4 czerwca 1814 – admirał

## W kulturze
Najprawdopodobniej na jego postaci wymodelowany został Jack Aubrey  .
Edward Pellew jest ważną postacią w cyklu C.S. Forestera o Horatio Hornblowerze, zwłaszcza w tomie Pan Midszipmen Hornblower, w którym Hornblower służy pod Pellewem na „Indefatigable”. W serialu telewizyjnym o Hornblowerze, rolę Pellewa zagrał Robert Lindsay.